# 코나미 커맨드

코나미 커맨드

코나미 커맨드(영어: Konami Command, Konami Code, 일본어: コナミコマンド)는 코나미의 비디오 게임들에서 나타나는 치트 코드의 일종이다. 코나미에서 만들지 않은 게임에서도 보이기도 한다. 이 커맨드는 1986년에 발매된 패미컴판 그라디우스에서 처음으로 발견되었으며, 콘트라를 계기로 북아메리카 유저들 사이에서 유명해졌다. 코나미 커맨드를 입력하려면 주로 게임의 타이틀 화면에서 게임 컨트롤러로 다음 키를 입력하면 된다.
↑↑↓↓←→←→BA

## 참조
1. ↑  1up.com. “Cracking the Code: The Konami Code”. 2012년 5월 11일에 확인함.